# Prestito espressivo
Un prestito espressivo è una parola che una determinata lingua prende in prestito da un'altra, facendola assomigliare a una parola autoctona o a un'onomatopea. I prestiti espressivi sono difficili da identificare. La differenza tra un'etimologia popolare e un prestito espressivo consiste nel fatto che la prima si basa sul fraintendimento, mentre il secondo subisce di proposito un cambiamento: il parlante che prende in prestito il termine, infatti, sa molto bene che le sue caratteristiche fonetiche e il suo significato sono diversi da quelli del vocabolo di partenza.
Il finlandese sud-occidentale, per esempio, ha molti prestiti espressivi. La lingua a cui maggiormente attinge, il russo, non utilizza le vocali anteriori "y", "ä" e "ö" [y æ ø], pertanto, di solito si aggiungono questi suoni alle parole prese in prestito per abbassare il grado di estraneità che altrimenti conserverebbero.